# 世知原駅
世知原駅（せちばるえき）は、かつて長崎県北松浦郡世知原町栗迎免（現・佐世保市世知原町栗迎）にあった日本国有鉄道（国鉄）世知原線の駅（廃駅）であり、同線の終着駅であった。

## 概要
佐世保鉄道（後の世知原線）が1933年（昭和8年）10月24日に佐々 - 肥前吉井 - 当駅間を開業させた際に設置された。
石炭列車の発着地として賑わいを見せたときもあったが、炭鉱の枯渇で1962年（昭和37年）に貨物列車の発着がなくなる。1968年（昭和43年）の赤字83線指定リストに載り、1971年（昭和46年）12月26日に臼ノ浦線とともに世知原線は廃止され、当駅も廃止された。

## 歴史
- 1933年（昭和8年）10月24日：佐世保鉄道の貨物駅として開業[1]。
- 1934年（昭和9年）2月11日：旅客営業を開始[1]。
- 1936年（昭和11年）10月1日：佐世保鉄道国有化に伴い、国鉄松浦線の駅となる[1]。
- 1945年（昭和20年）3月1日：線路名称変更により世知原線の駅となる。
- 1967年（昭和42年）6月1日：貨物の取り扱いを廃止[1]。
- 1970年（昭和45年）10月1日：無人駅化[2][3]。
- 1971年（昭和46年）
  - 4月1日：荷物扱い廃止[1]。
  - 12月26日：世知原線廃止により廃駅[1]。

## 駅構造
廃止当時は単式ホーム1本があるだけで、1960年代後半にはキハ01系気動車（レールバス）が1日9.5往復（下り1本は回送）発着するのみとなっていた。

## 利用状況

### 旅客輸送
1951年度（昭和26年度）- 1956年度（昭和31年度）、1960年度（昭和35年度）- 1970年度（昭和45年度）の1日平均乗車人員は以下の通りであった。
| 年度               | 乗車人員 |
| ------------------ | -------- |
| 1951年（昭和26年） | 465      |
| 1952年（昭和27年） | 425      |
| 1953年（昭和28年） | 396      |
| 1954年（昭和29年） | 407      |
| 1955年（昭和30年） | 433      |
| 1956年（昭和31年） | 725      |
| 1960年（昭和35年） | 598      |
| 1961年（昭和36年） | 489      |
| 1962年（昭和37年） | 363      |
| 1963年（昭和38年） | 468      |
| 1964年（昭和39年） | 443      |
| 1965年（昭和40年） | 421      |
| 1966年（昭和41年） | 398      |
| 1967年（昭和42年） | 383      |
| 1968年（昭和43年） | 299      |
| 1969年（昭和44年） | 258      |
| 1970年（昭和45年） | 164      |

### 貨物輸送
1951年度（昭和26年度）- 1956年度（昭和31年度）、1960年度（昭和35年度）- 廃止年度の年間貨物取扱量は以下の通りであった。
| 年度               | 発送トン数 | 到着トン数 |
| ------------------ | ---------- | ---------- |
| 1951年（昭和26年） | 81,931     | 17,887     |
| 1952年（昭和27年） | 194,528    | 20,441     |
| 1953年（昭和28年） | 72,809     | 10,733     |
| 1954年（昭和29年） | 103,105    | 7,578      |
| 1955年（昭和30年） | 128,709    | 7,571      |
| 1956年（昭和31年） | 132,130    | 6,205      |
| 1960年（昭和35年） | 106,034    | 3,235      |
| 1961年（昭和36年） | 99,632     | 3,137      |
| 1962年（昭和37年） | 114,746    | 2,955      |
| 1963年（昭和38年） | 58,782     | 2,079      |
| 1964年（昭和39年） | 22,508     | 844        |
| 1965年（昭和40年） | 26,947     | 809        |
| 1966年（昭和41年） | 12,409     | 861        |
| 1967年（昭和42年） | 10         | 199        |

## 現況
現在、駅跡の一部が公園となっており、蒸気機関車の動輪をあしらったモニュメントが置かれている。

## 隣の駅
日本国有鉄道
世知原線
祝橋駅 - 世知原駅